# يوسف سليم كرم
يوسف سليم بك كرم (5 أبريل 1910- 3 فبراير 1972) سياسي وعضو سابق في البرلمان اللبناني.

## عائلته
ولد في إهدن في شمال لبنان:
- والده سليم بك كرم الذي كان حاكما لتلك المقاطعة أيام العثمانيين (1898-1900).
- والدته: جميلة ملحم أسعد بولس.
- جده ميخائيل بك هو شقيق بط لبنان يوسف بك كرم.
- عمه أسعد بك حاكم المقاطعة (1874-1887).
- في عام 1939 تزوج مارييت طربيه وأنجبا: أسعد بك، سليم بك، نائلة، ماكسيم.
- انتخب نائبا اربع مرات في البرلمان وذلك في انتخابات الأعوام: 1943، 1947، 1951، 1960.
- كان مشاركا دائما في اللجان النيابية ومنها الخارجية والمالية.[1]